# Baruch Te'omim-Fränkel
Baruch ben Jehošua Jechezkel Fajvel Fränkel-Te'omim (hebrejsky ברוך תאומים-פרנקל‎ / Boruch Te'omim-Frankel, 1760–1828) byl rabín v první polovině 19. století. Působil jako talmudista v Nové Višnici v rakouské Haliči a v moravském Lipníku nad Bečvou. Výraz „ tə'omim “ (תְּאוֹמִים) v hebrejštině znamená „dvojčata“.

## Život
Byl vnukem Arje Löba Fejvel Te'omima a rabína Jonaha Te'omim Fränkela (Kikajon Dejon). 
Jeho dcera se provdala za rabína Chajima Halberštama, zvaného Sanzer Rebbe, zakladatele rabínské chasidské dynastie Sanzů.

## Publikovaná díla
Jeho nejznámější prací je Baruch Taam (ברוך טעם).